# Revisionismo del marxismo

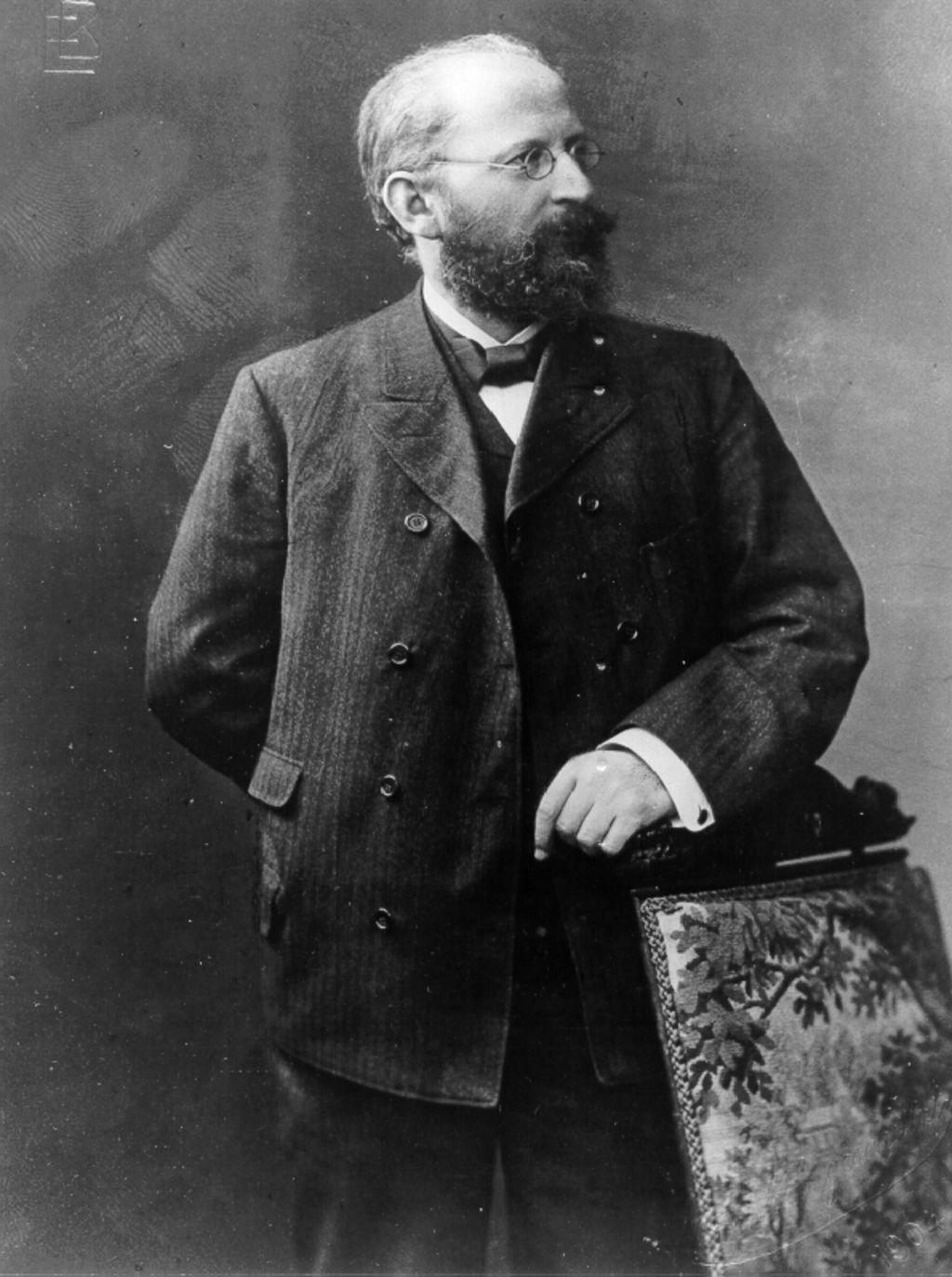
Eduard Bernstein, principale esponente del revisionismo

Per revisionismo del marxismo, marxismo revisionista o revisionismo marxista si intende il processo storico e l'atteggiamento teorico di revisione dei fondamenti concettuali dell'ideologia marxista. Il rappresentante più autorevole fu il tedesco Eduard Bernstein (1850-1932), che, procedendo dalla constatazione che le previsioni marxiane riguardo all'inasprimento della lotta di classe e alla proletarizzazione dei ceti medi non si erano realizzate, negò l'imminenza di un processo rivoluzionario.

## Storia

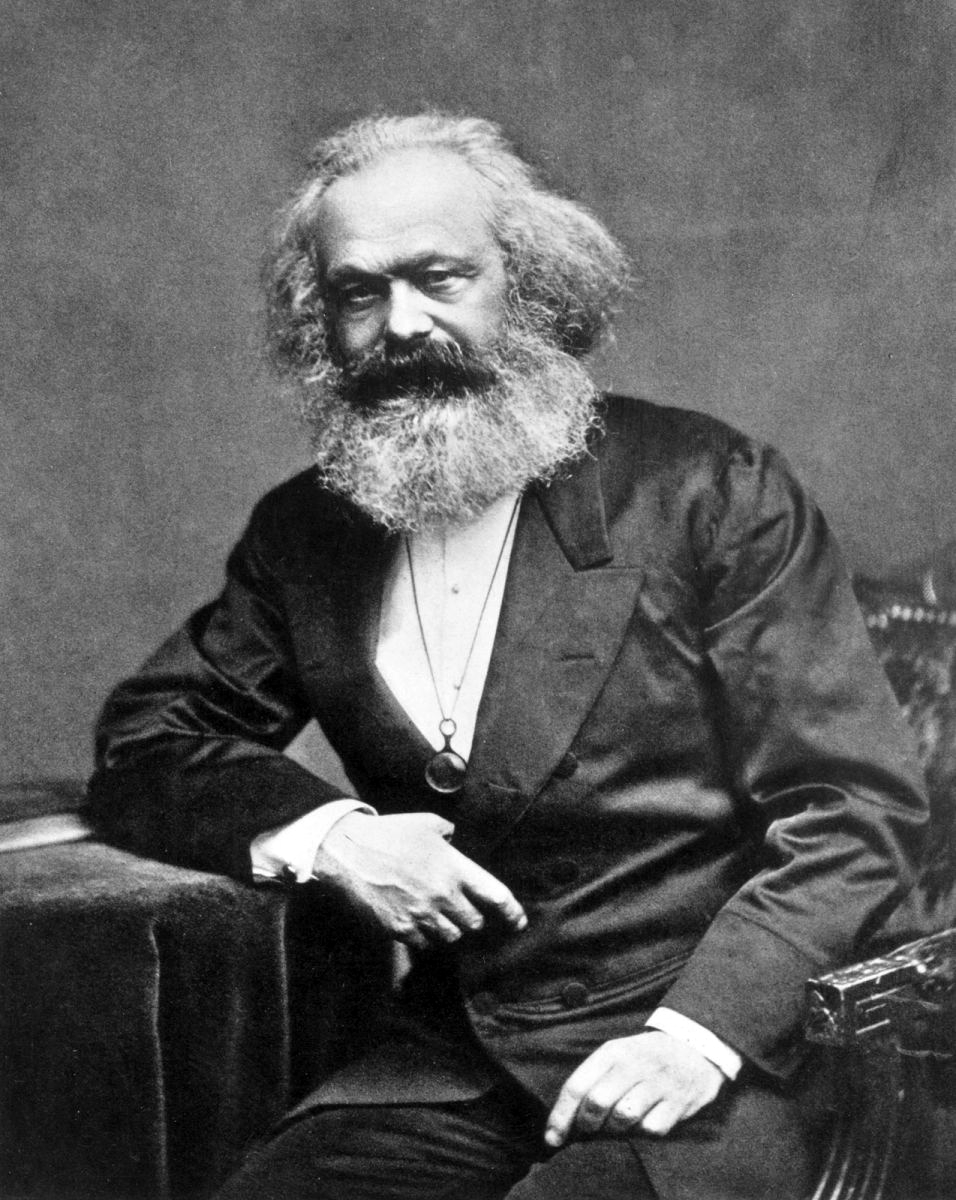
Karl Marx

Sorse verso la fine del XIX secolo, traendo origine dal fatto che la realtà dell'economia capitalistica non sembrava corrispondere alle previsioni del marxismo. Infatti, dopo la grande depressione degli ultimi decenni dell'800, era iniziato un nuovo periodo di espansione e di prosperità che riabilitava la forma del libero commercio ed alimentava nuova fede nel capitalismo.
Questo sviluppo parve smentire le previsioni catastrofiche del marxismo mentre, per altro, al crescente processo di concentrazione delle imprese nelle forme di trusts e cartelli, non sembrava corrispondere un inasprimento della lotta di classe, bensì una maggiore cautela del proletariato nell'avanzare le proprie rivendicazioni.
I revisionisti, di cui il più autorevole rappresentante fu il socialdemocratico tedesco Eduard Bernstein (1850-1932), ne trassero la conseguenza che, non essendosi verificati nello sviluppo capitalistico il peggioramento ed il crollo teorizzati dal marxismo, i metodi rivoluzionari erano da considerarsi superati ed andavano sostituiti da lente e successive riforme sociali.
Ne seguì un fondamentale dibattito (Bernstein-Debatte) all'interno della socialdemocrazia tedesca e nei principali movimenti socialisti europei; una netta condanna fu espressa da Karl Kautsky e Rosa Luxemburg, ma forme di revisionismo furono tuttavia presenti nelle correnti vive del socialismo europeo, in parte nell'esperienza dei sindacalisti rivoluzionari (revisionismo di sinistra), ed in larghissima maggioranza nelle scelte in senso riformistico che accompagnarono lo sviluppo dei partiti socialisti europei, provocandone il graduale allontanamento dall'ideologia marxista (revisionismo di destra) e la costruzione di un percorso politico, all'interno del quale la prassi politica avrebbe dovuto fondarsi su una tattica di alleanze con la borghesia democratico-progressista, attraverso pratiche di carattere riformista.

### In Italia
In Italia, le tendenze revisionistiche presero l'avvio nella seconda metà degli anni novanta, da pensatori non marxisti come Achille Loria, Francesco Saverio Merlino e Benedetto Croce. Antonio Labriola vi si oppose.
A partire dal 1904 circa, un'ala del revisionismo seguì una diversa tendenza. Questo "revisionismo di sinistra" fu diffuso dai fautori di una revisione del testo marxista in senso rivoluzionario e consono alle teorie del sindacalismo rivoluzionario. Questo revisionismo ebbe il suo teorico in Georges Sorel ed i suoi motivi furono ripresi in Italia da Arturo Labriola e Enrico Leone.
Il revisionismo ebbe pure approdi teorici riformisti con l'edonismo economico di Giovanni Montemartini o esiti singolari con il "marxismo senza valore" di Antonio Graziadei.
Sul revisionismo soreliano si inserì Benito Mussolini - nel periodo che va dalla sua fuga in Svizzera per evitare la leva, alla sua espulsione dal Partito Socialista Italiano fino alla costituzione dei Fasci italiani di combattimento nel 1919. Mussolini, durante la sua militanza socialista, assunse fin da principio posizioni critiche al revisionismo bernsteiniano, attaccandole violentemente sulle pagine del suo giornale "Lotta di Classe", seppur rivendicando una certa autonomia nei confronti dell'ortodossia di Marx ed Engels. Inizialmente introdotto al marxismo dalla Balabanoff, Mussolini - scoprendo poco dopo Nietzsche, durante il suo soggiorno in Svizzera fra il 1903 e il 1904 - tentò una prima sintesi dei due sistemi, considerando il marxismo "del sistema degli epigoni di Marx" "soffocato" e "svirilizzato". Nel 1911, alla conferenza socialista di Cesena intitolata "Ciò che v'ha di vivo e di morto nel Marxismo", Mussolini riassunse la sua posizione d'allora sul pensiero del filosofo di Treviri in tre punti essenziali: dottrina del determinismo economico, lotta di classe e teoria della catastrofe, traendo quindi come conseguenza l'impossibilità di un riformismo efficiente.
(B. Mussolini, relazione alla conferenza "Ciò che v'ha di vivo e di morto nel Marxismo")
Tuttavia, già nel 1912 da Lotta di Classe Mussolini apre anche alle tesi revisioniste di Antonio Labriola e Benedetto Croce e influenzato sempre più da Sorel, Pareto e da Mazzini, già a partire dal 1910, ma soprattutto dopo la guerra italo-turca, Mussolini innestò nel suo pensiero socialista istanze nazionaliste ed elitiste (oltre che l'adesione all'interventismo) tali che la variante che ne risultò era inaccettabile ai suoi compagni, conducendolo all'espulsione dal PSI nel 1914 e alla perdita della direzione del quotidiano Avanti!. In seguito all'uscita dal PSI e allo scoppio della Grande Guerra, Mussolini definì il proprio pensiero politico di quel periodo "Sindacalismo Nazionale", ed esso rappresenta l'ultima forma del suo revisionismo marxista di stampo antimaterialista e nazionalista. Essa assumerà negli anni successivi forme del tutto antitetiche nel confronto - e scontro - politico con il marxismo più o meno ortodosso, fino ad un distacco pressoché totale.
Su questo punto si inserisce la controversa tesi di Augusto del Noce, secondo cui tra fascismo e marxismo vi sarebbe una sostanziale continuità, essendo il primo una forma revisionista del secondo.

## L'antirevisionismo
In seguito alla trasformazione marxista-leninista dei movimenti comunisti, revisionismo è diventata anche l'accusa che i partiti comunisti, che fino a tutti gli anni settanta del 1900 si ispiravano alle direttive di Mosca, rivolgevano non solo alla socialdemocrazia europea, ma anche a tutti quei partiti comunisti che non riconoscevano il primato e le direttive del PCUS.
Fino a tutti gli anni settanta-ottanta, la polemica contro le correnti revisioniste fu un motivo che riaffiorava regolarmente all'interno dei partiti comunisti.
Accuse di revisionismo furono, ad esempio, portate dai sostenitori della politica stalinista al maresciallo Tito per la sua re-interpretazione del comunismo nel suo paese (l'allora Jugoslavia) e, poi, a Nikita Khruščёv in quanto contrari alla dottrina della coesistenza pacifica.
Il governo della Repubblica Popolare Cinese, nel 1976, con la scomparsa del leader Mao Tse-tung, indicò come revisionisti i partiti comunisti italiano e sovietico, respingendo i rispettivi telegrammi di cordoglio.